# Greenfield (Contea di La Crosse, Wisconsin)
Greenfield è un comune degli Stati Uniti, situato in Wisconsin, nella Contea di La Crosse.